# Appleseed (film)
Pour les articles homonymes, voir Appleseed (homonymie).
Appleseed (アップルシード, Appurushīdo) est un film d'animation japonais réalisé par Shinji Aramaki sorti en 2004. Entièrement en images de synthèse, ce film a été créé à l'aide d'un moteur graphique nommé Trinity Engine.

## Synopsis
La Troisième Guerre mondiale (2099-2126) a ravagé une partie de la Terre, bien que l'arme nucléaire n'ait pas été employée. Les anciennes nations se reforment tandis que de nouvelles puissances apparaissent, et des groupes épars d'humains survivent dans des villes en ruines.
L'histoire commence en 2131. Deunan Knute, jeune et belle guerrière légendaire, survit seule sans aucun moyen de communication avec l'extérieur dans une ville dévastée par la dernière guerre et continue de se battre sans savoir que cette même guerre est terminée depuis peu. Juste après une brève, mais, intense confrontation avec des ennemis non-identifiés, elle est capturée par une équipe de l'ES.W.A.T. (Branche spéciale du S.W.A.T mise en place par le gouvernement d'Olympus utilisant des armures de combat appelés "Landmates" et spécialisée notamment dans la lutte anti-terroriste) dirigée par Hitomi et Briareos, qui l'évacue de cette ville pour la ramener à Olympus.
Elle fait désormais la connaissance de cette même jeune femme qui lui a sauvé la vie, et apprend que son amant et camarade de combat, Briareos, est également à Olympus, mais qu'il a énormément changé physiquement à la suite du dernier conflit mondial. Deunan découvre désormais une ville utopique et très futuriste, peuplée à moitié par des êtres artificiels appelés Bioroïdes dont Hitomi fait partie. À un certain moment, des personnes placées dans les hautes sphères du pouvoir, commencent à s'intéresser à elle, parce qu'elle aurait en sa possession, sans qu'elle le sache, le secret d'« Appleseed ». Cet intérêt commencera à grandir dès que Hitomi et tous les Bioroïdes d'Olympus seront en danger de mort, à la suite d'une attaque terroriste.
Pour sauver Hitomi et éviter ainsi un génocide des Bioroïdes, Deunan devra trouver « Appleseed » avec l'aide de Briareos et de l'ES.W.A.T. Mais de cette manière, et sans le savoir, elle pourrait condamner l'humanité à disparaitre tout en défiant la toute puissante Armée Régulière d'Olympus composée à 100 % d'humains et sous les ordres du général Uranus et du colonel Hades.

## Une technique innovante
Appleseed est le premier film réalisé entièrement en ombrage de celluloïd. Dans ce genre d'animation, le dessin traditionnel japonais et la 3D ont fusionné. Pour cette réalisation, deux techniques sont notamment utilisées : l'ombrage de celluloïd et la capture de mouvement.
- L'ombrage de celluloïd - Technique qui permet la transformation des images 3D en images 2D. Adoptée dans la création de jeux vidéo, elle permet un excellent rendu des personnages originaux, tout en exploitant le réalisme des mouvements par des procédés de détection de mouvements (capture de mouvement). Les ombres des personnages sont rehaussées avec une délimitation. On ajoute aussi des contours (noirs en général) pour simuler le traditionnel tracé du crayon sur le personnage. Cette méthode est en rupture avec le parti-pris de la 3D classique qui recherche le maximum de réalisme dans le rendu et l'expression visuelle. Appleseed est le premier film à exploiter radicalement cette technique associée à la capture de mouvement pour l'ensemble de la réalisation, aussi bien pour les décors et les environnements que pour les personnages et les méchas.

- La capture de mouvement - Terme générique pour désigner la numérisation des mouvements humains et leur capture pour l'ordinateur. Depuis les années 1970, cette technique progresse parallèlement au développement des techniques informatiques et est largement utilisée actuellement pour la réalisation de films, de séries TV ou de jeux vidéo.

Cette technique rend réaliste les actions des personnages. Ainsi, on retrouve chez les personnages d'Appleseed des expressions proches de celles des acteurs de prises de vues réelles. Il faut un studio dédié uniquement à cette technique car l'espace de l'enregistrement doit être limité afin de capter les mouvements depuis des angles différents avec plusieurs caméras.
Par ailleurs, pour optimiser la capture des mouvements dans les scènes d'action, notamment pour le rôle de Deunan, on a utilisé trois actrices pour la capture de mouvement : Ai Kobayashi (pour le visage et la voix), Tsubasa Akimoto (pour l'action) et Asumi Miwa (pour l'interprétation). On peut désormais compter sur plusieurs acteurs pour former un seul personnage…
Dans ce film, les scènes d'interprétation et les scènes d'action ont été assemblées en fonction du scénarimage. À partir des données de la capture de mouvement, on fait l'animatix, le travail qui permet de fixer le mouvement d'une caméra dans le décor général, en appliquant le mouvement capté au personnage. On a procédé de même pour la capture du visage à cette étape, ce qui a causé des difficultés pour le doublage, celui-ci ne se faisant pas dans le même temps.

## Fiche technique
- Titre : Appleseed
- Réalisateur : Shinji Aramaki
- Scénariste : Haruka Handa, Tsutomu Kamishiro, d'après le manga éponyme de Masamune Shirow
- Producteur : Fumihiko Sori
- Compositeur : Paul Oakenfold, T.Raumschmiere et Ryuichi Sakamoto
- Musique : Boom Boom Satellites
- Effets spéciaux : Yasuhiro Otsuka
- Exportation/Distribution internationale : Arcangelo Entertainment Inc., U.S.A.
- Pays d'origine : Japon
- Format : Couleurs - 1:77 - Dolby SR - 35 mm
- Genre : Science-fiction
- Durée : 105 minutes
- Dates de sortie : 17 avril 2004 (Japon), 31 août 2005 (France)
- Éditeur français : Kaze
- Auteur/Adaptateur : Gilles Coiffard

### Doublage
| Personnages             | Voix japonaises !  | Voix françaises !  | Voix québécoises               |
| ----------------------- | ------------------ | ------------------ | ------------------------------ |
| Deunan Knute            | Ai Kobayashi       | Hélène Bizot       | Aurélie Morgane                |
| Briareos Hechatonchires | Jūrōta Kosugi (en) | Patrick Bethune    |                                |
| Hitomi                  | Yuki Matsuoka      | Isabelle Volpe     | Claudia-Laurie Corbeil         |
| Uranus                  | Yuzuru Fujimoto    | Mathieu Rivolier   |                                |
| Athéna                  | Mami Koyama        | Colette Noël       | Viviane Pacal                  |
| Hadès                   | Takehito Koyasu    | Patrick Pellegrin  |                                |
| Yoshitsune              | Toshiyuki Morikawa | Constantin Pappas  | Sébastien Delorme              |
| Leyton                  |                    | Emmanuel Gradi     |                                |
| Nike                    | Miho Yamada        | Marie Diot         |                                |
| Kudô                    | Tadahisa Saizen    | Yann Pichon        |                                |
| Dr Gilliam              | Emi Shinohara      | Florence Dumortier |                                |
| Yoshino                 |                    |                    | Manon Arsenault                |
| Kester                  |                    |                    | François Godin                 |
| Aecus                   |                    |                    | Patrick Chouinard              |
| Xander                  |                    |                    | Geneviève Désilets             |
| Lance                   | Chris Hutchison    |                    | Benoit Éthier                  |
| Tereus                  |                    |                    | Nicolas Charbonneaux-Collombet |

## Commentaire
La grande majorité des critiques ont réservé un accueil assez positif à la sortie du film, notamment pour une très bonne qualité d'images de synthèse (la qualité artistique des méchas, armes et environnements est magnifique), une bande-son réussie (musique électro-pop de Boom Boom Satellites et Paul Oakenfold notamment) qui est parfaite pour ce genre d'époque et des mises en scènes d'actions très prenantes.[réf. nécessaire]
Le film peut paraître relativement complexe pour les personnes connaissant peu ou pas l'univers d'Appleseed (manga et/ou film). Il y a plusieurs partis dont certains ne jouent pas à jeu ouvert, mais en subodorant ce que pense une autre partie. On peut commencer par dénombrer le nombre de parties en présence :
- Deunan Knute
- Briareos Hechatonchires
- Le Premier Ministre Athena
- l'ES.W.A.T.
- l'Armée Régulière d'Olympus (contrôlée à 100 % par les humains)
- Les Bioroïdes
- Les 7 Aînés